# Цероваць Бариловацький
45°22′ пн. ш. 15°28′ сх. д. / 45.37° пн. ш. 15.47° сх. д.
Цероваць Бариловацький (хорв. Cerovac Barilovićki) — населений пункт у Хорватії, в Карловацькій жупанії у складі громади Барилович.

## Населення
Населення за даними перепису 2011 року становило 110 осіб.
Динаміка чисельності населення поселення: